# NGC 288
NGC 288 (другие обозначения — ESO 474-SC37, GCL 2) — шаровое скопление в созвездии Скульптор.
Этот объект входит в число перечисленных в оригинальной редакции «Нового общего каталога».

## Интересные характеристики
NGC 288 примечательно своим расположением возле точки Южного полюса Галактики.

## Наблюдения
На широте Москвы NGC 288 не поднимается выше 10 градусов над горизонтом. В южных районах (например, Кавказ, Приморье) оно достигает максимальной высоты более 20 градусов над горизонтом.
На тёмном небе, вдали от городской засветки, в 100-мм телескоп его можно найти без труда, т. к. расположено оно недалеко от NGC 253. Выглядит в виде круглого, равномерно серого, пятна, достаточно крупного, но не очень яркого.

## Соседи по небу
- NGC 247 — галактика в созвездии Кита.
- NGC 253 — галактика в созвездии Скульптора.